# Tungufoss
Tungufoss är ett vattenfall i republiken Island. Det ligger i regionen Höfuðborgarsvæði, i den sydvästra delen av landet.
Vattendraget Kaldakvísl faller fyra meter och bildar vattenfallet Tungufoss väster om Ringvägen. Fallet finns i den norra delen av Mosfellsbær, och ett 1,4 hektar stort område runt det har varit skyddat sedan 2013.